# Salomon Hirschfelder

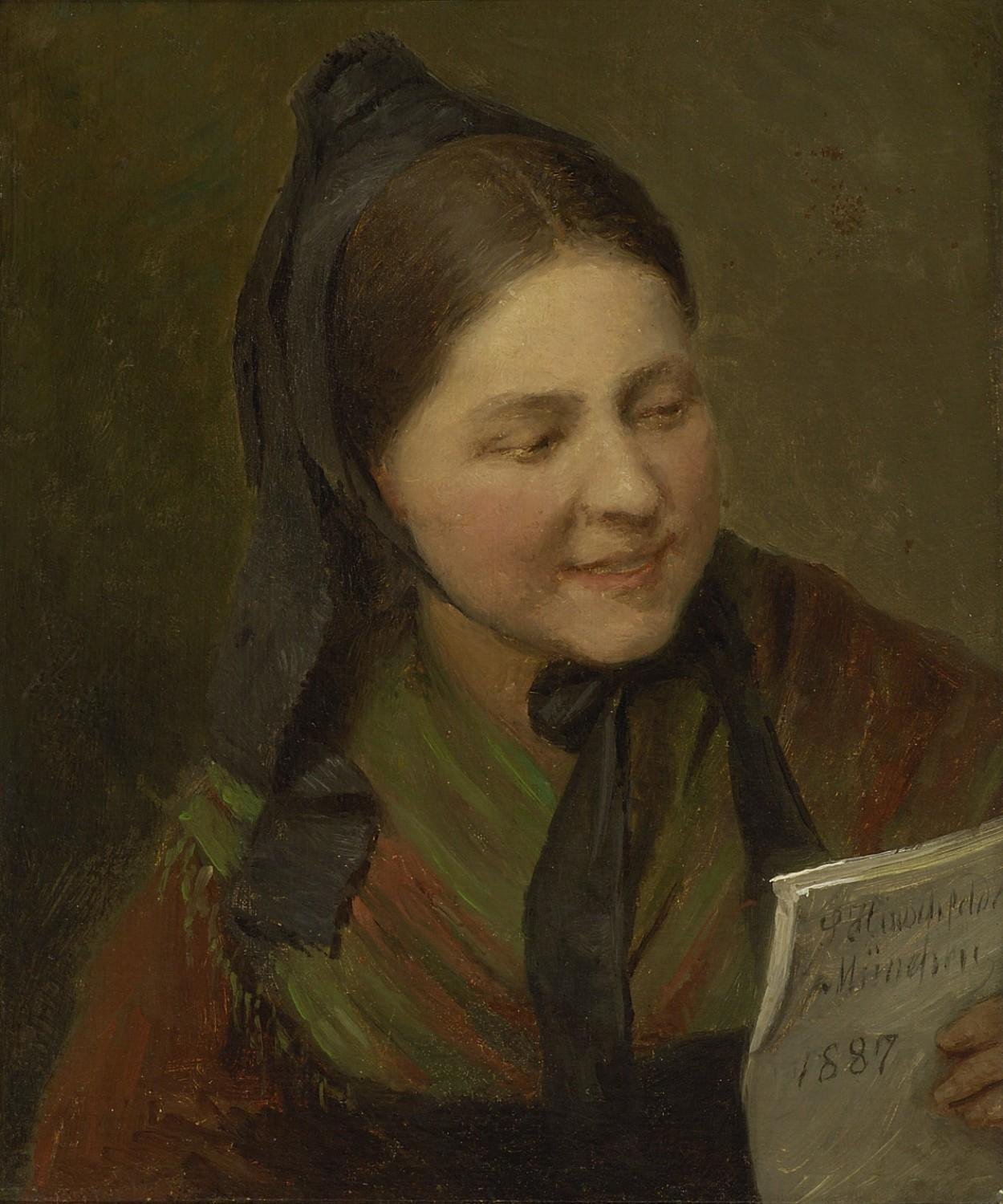
Bauernmädchen beim Lesen eines Briefes

Salomon Hirschfelder (* 16. Mai 1831 in Dettensee; † 10. Mai 1903 in München) war ein deutscher Maler.

## Leben
Salomon Hirschfelder war ein Sohn des Handelsmannes Meier Hirschfelder und dessen Frau Sarah. Er studierte ab 1853 an der Akademie der Bildenden Künste in München und entwickelte sich zum Genremaler. Das Land Baden-Württemberg besitzt mehrere Gemälde Hirschfelders. Im Stadtmuseum „Hoher Giebel“ in Horb sind die Gemälde Die Brotvisitation von 1876 und Das Dienstmädchenbüro von 1896 zu sehen. Beide Bilder stellen jeweils die zweite Version eines verschollenen Gemäldes dar. Abbildungen der Erstfassungen in Holzschnitten sind ebenfalls in Horb vorhanden. Ferner ist in Horb das Portrait einer jungen Dame im roten Kleid aus der Zeit um 1900 sowie die Erinnerung an die Heimat Dettensee und das elterliche Haus aus dem Jahr 1873. Weitere Werke von Hirschfelder tragen die Titel Heimkehr von der Schlittenfahrt (1877) und Kirschendiebe (1863). Hirschfelder versorgte den Breslauer Volkskalender mit zahlreichen Zeichnungen.
Neben der Malerei beschäftigte sich Hirschfelder auch mit Fotografie und Musik und war als Erfinder tätig.